# Pernajuh
Pernajuh is een bestuurslaag in het regentschap Bangkalan van de provincie Oost-Java, Indonesië. Pernajuh telt 999 inwoners (volkstelling 2010).